# ボラート・イスカコフ
ボラート・イスカコフ（Болат Ғазезұлы Ысқақов、1947年2月9日 - ）は、カザフスタンの政治家、内務官僚。少将。元内務相。

## 経歴
タルドィコルガン州ウシュ・トベ市出身。カザフ人。1966年10月～1967年9月、カスケレン中学校の講師。1967年10月～1970年8月、第38トラスト「レーニンウーゴリ」の炭鉱夫。

### ソ連時代
- 1970年10月～1974年7月 - ソ連内務省カラガンダ高等学校生徒
- 1974年8月～1974年10月 - カラガンダ州労働者代議員会議執行委員会内務局刑事捜索課の監察官
- 1974年10月～1975年7月 - カラガンダ市ソヴィエツキー地区労働者代議員会議内務局刑事捜索課の先任監察官
- 1975年7月～1979年8月 - カラガンダ州人民代議員会議執行委員会内務局刑事捜索課の監察官、先任監察官
- 1979年8月～1981年6月 - ソ連内務省アカデミーの聴講生
- 1981年6月～1981年9月 - カラガンダ州人民代議員会議執行委員会内務局刑事捜索課の先任監察官
- 1981年9月～1983年1月 - カラガンダ市ソヴィエツキー地区人民代議員会議内務課捜査業務担当副課長
- 1983年1月～1985年8月 - カラガンダ州シャフチン市人民代議員会議執行委員会内務課長
- 1985年8月～1991年2月 - カラガンダ市人民代議員会議執行委員会内務局長

### カザフスタン共和国時代
- 1991年2月～1991年12月 - カザフスタン内務省公共秩序警備局長
- 1991年12月～1992年10月 - 内務次官
- 1992年10月～1995年6月 - 内務第一次官
- 1995年6月～1995年11月 - 内務省アルマトイ高等学校長
- 1995年11月～1997年1月 - 国家取調委員会アルマトイ州局長
- 1997年1月～1997年11月 - 国家取調委員会ジャムブィル州部長
- 1997年11月～1999年12月 - 内務省法律大学校長
- 1999年12月～2000年12月 - カザフスタン共和国親衛隊司令官
- 2000年12月～2001年6月 - 内務相兼国内軍司令官
- 2001年6月～2002年1月 - 内務相
- 2002年1月～2006年1月 - 共和国親衛隊司令官

2006年4月17日～2008年11月28日、駐ベラルーシ非常全権大使、CIS憲章機関附属常任代表。

## パーソナル
二等「ダンク」勲章、メダル14個を受章。